# النساء المفقودات والمقتولات من السكان الأصليين

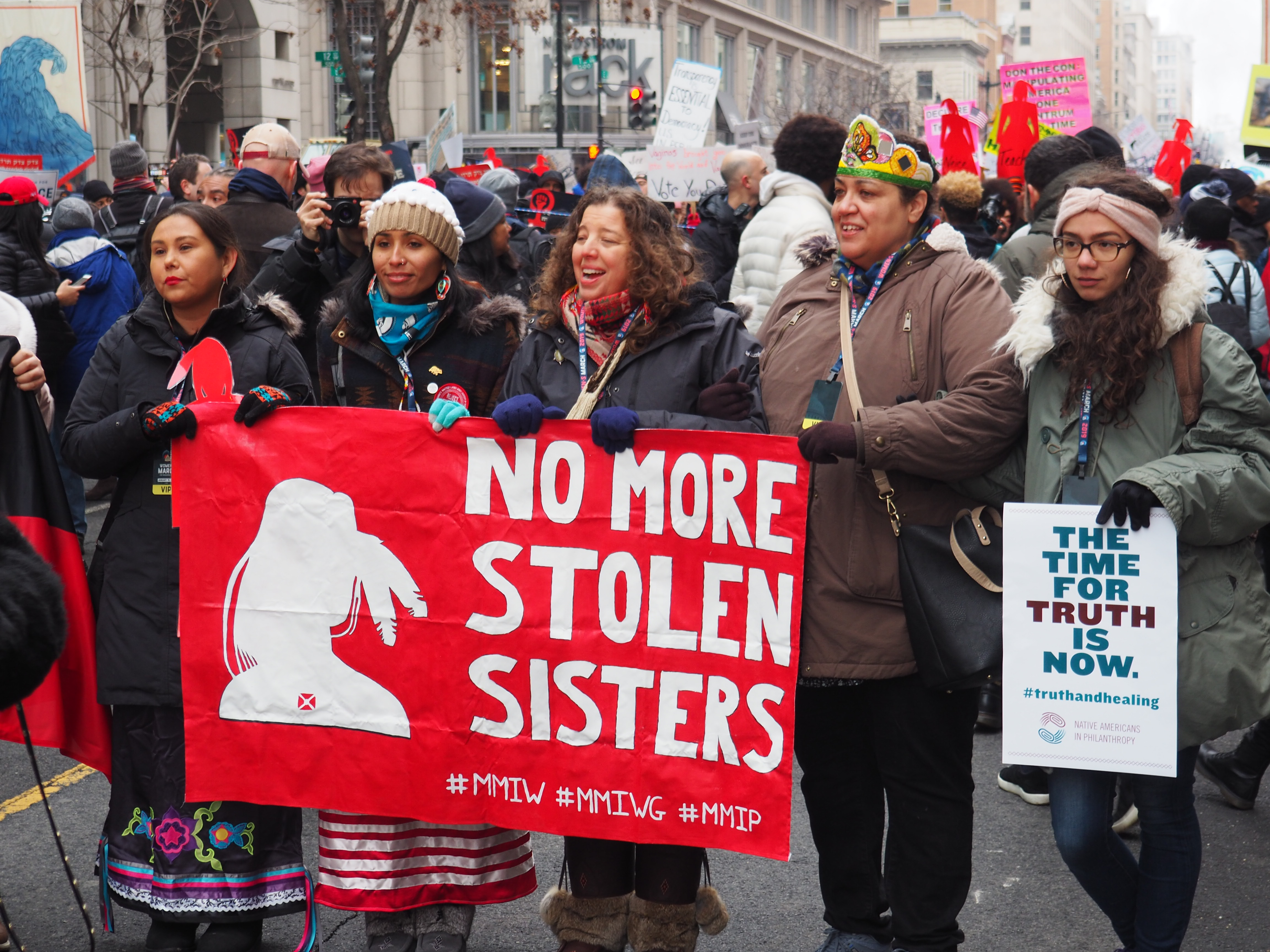
مسيرة النساء في واشنطن العاصمة - 2019

النساء المفقودات والمقتولات من السكان الأصليين هو وباء من العنف ضد النساء من السكان الأصليين في كندا والولايات المتحدة. يتجلى بصورة ملحوظة ضمن المجتمعات الأصلية لشعوب الأمم الأولى والإنويت والميتي وغيرها من المجتمعات الأمريكية الأصلية. كذلك يعد حركة شعبية ترمي إلى زيادة الوعي بمشكلة النساء المفقودات والمقتولات من السكان الأصليين عن طريق تنظيم مسيرات وبناء قواعد بيانات للمفقودات وعقد اجتماعات على مستوى المجتمعات المحلية ومجالس المدن والمجالس القبلية وإجراء تدريبات للوقاية من العنف المنزلي وغيرها من الجلسات التوعوية الأخرى لقوات الشرطة.
ناضل أعضاء قوات الأمن والصحفيون والناشطون في المجتمعات الأمريكية الأصلية في كل من الولايات المتحدة وكندا من أجل زيادة الوعي حيال الصلة الرابطة ما بين الاتجار بالجنس والتحرش الجنسي والاعتداء الجنسي والنساء اللواتي اختفين وتعرضن للقتل. ناهز معدل القتل للنساء الأمريكيات الأصليات في كندا ستة أضعاف معدل القتل المسجل للنساء الأخريات خلال الفترة الممتدة من عام 2001 حتى عام 2015. كان هذا التمثيل المفرط للنساء الأمريكيات الأصليات بين ضحايا جرائم القتل أعلى بكثير في إقليمي نونافوت ويوكون والأقاليم الشمالية الغربية ومقاطعات مانيتوبا وألبرتا وساسكاتشوان. تتعرض النساء الأمريكيات الأصليات في الولايات المتحدة للتعنيف بمعدل يفوق الضعفين بالمقارنة مع الفئات السكانية الأخرى؛ إذ تعرضت واحدة من بين كل ثلاث نساء أصليات للاعتداء الجنسي خلال حياتهن، وكانت نسبة 67% من المتورطين في ارتكاب هذه الاعتداءات من السكان غير الأصليين.
وصف ملف النساء الأمريكيات الأصليات المفقودات والمقتولات بالأزمة الوطنية الكندية وبالإبادة الجماعية الكندية. فتحت الحكومة الكندية خلال عهد رئيس الوزراء جاستن ترودو تحقيقًا وطنيًا في ملف النساء والفتيات الأصليات اللواتي اختفين أو تعرضن للقتل في شهر سبتمبر من عام 2016، وجاء ذلك في استجابة للدعوات المتكررة التي أطلقتها المجموعات الأمريكية الأصلية والنشطاء والمنظمات غير الحكومية بخصوص هذا الأمر. تحدث ملخص المعلومات الأساسية للتحقيق عن «تأثر النساء والفتيات الأمريكيات الأصليات في كندا تأثرًا مفرطًا بمجمل أشكال العنف. إذ بلغ معدل النساء من السكان الأصليين اللاتي قتلن في كندا خلال الفترة الممتدة من عام 1980 حتى عام 2012 نسبة 16 في المئة، وذلك على الرغم من أن النساء الأمريكيات الأصليات لا يمثلن سوى 4 في المئة فقط من إجمالي عدد النساء في كندا». استكملت هذه الدراسة وقدمت إلى العامة بتاريخ 3 يونيو عام 2019. شملت الحالات الملحوظة للنساء المفقودات والمقتولات من السكان الأصليين في كندا 19 امرأة ممن وقعن ضحايا لسلسلة جرائم قتل طريق الدموع السريع، فضلًا عن بعض النساء الـ49 اللواتي قتلن على يد القاتل المتسلسل روبرت بيكتون في منطقة فانكوفر.
أعيد تفويض قانون مناهضة العنف ضد المرأة على المستوى الفيدرالي في الولايات المتحدة في عام 2013، وهو ما منح القبائل لأول مرة الاختصاص القانوني الذي خولها من التحقيق وملاحقة جرائم العنف الأسري الجنائية التي ضلع فيها جناة أمريكيون أصليون وغير أصليون ضمن أراضي المحميات الأصلية. أقر مجلس النواب بقيادة الحزب الديمقراطي مشروع القانون رقم 1585 (إعادة تفويض قانون العنف ضد النساء لسنة 2019) بأغلبية بلغت 263 صوتًا مؤيدًا مقابل 158 صوتًا معارضًا. عزز القانون حقوق الملاحقة القضائية التي تمتعت بها القبائل. لم يعتمد مشروع القانون من قبل مجلس الشيوخ، والذي كان الحزب الجمهوري يحظى بالغالبية فيه آنذاك.

## نبذة عامة
تعد الأمريكيات الأصليات هدفًا متكررًا للكراهية والعنف بصفتهن مجموعة تخضع «للتهميش الاجتماعي والاقتصادي والسياسي». تسهم العوامل المحتملة على غرار الفقر والتشرد في تعرض هذه الفئة للاستغلال، وذلك فضلًا عن العوامل التاريخية الأخرى مثل العنصرية والتمييز على أساس الجنس والإرث الاستعماري. كذلك تلعب الصدمات الناجمة عن الانتهاكات المرتكبة في نظام المدارس السكنية الكندية دورًا في ذلك.
تعد النساء من السكان الأصليين أكثر ترجيحًا للوقوع ضحايا لجرائم التعنيف باحتمالية تتراوح من 3 إلى 3.5 أضعاف بالمقارنة مع النساء الأخريات، ويعد العنف الذي يواجهنه أشد وطأة في معظم الأحيان.

### كندا
لم يتم التحقيق بشكل مناسب في «آلاف الحالات» للنساء من السكان الأصليين اللواتي اختفين أو قتلن على مدار منتصف القرن الماضي بسبب تحيز قوات الشرطة بحسب ما ذكره نشطاء في كندا. يُستشهد كمثال على ذلك بالـ49 امرأة اللواتي قتلهن السفاح المتسلسل روبرت بيكتون، والذي سجن في نهاية المطاف في عام 2007. يدعي أهالي الضحايا أن بيكتون تمكن من الاستمرار في القتل لفترة طويلة من الزمن لأن الشرطة لم تأخذ حالات اختفاء النساء على محمل الجد، ولأن معظم هؤلاء النساء كنّ يمتهن العمل الجنسي أو كنّ من السكان الأصليين.
بدأت الفنانة جايم بلاك مشروع ريدريس (الفستان الأحمر) لتمثيل النساء والفتيات الأمريكيات الأصليات المفقودات في عام 2010. عرض أول فستان لها في متحف وينيبيغ، والذي أفضى إلى استحداث يوم الفستان الأحمر (يوم 5 مايو في كندا والولايات المتحدة) بهدف جذب الانتباه إلى نسب العنف غير المتناسبة التي استهدفت النساء من السكان الأصليين. تجاوز المعدل التقديري لجرائم قتل النساء والفتيات الأمريكيات الأصليات خلال الفترة الممتدة من عام 1997 حتى عام 2000 سبع أضعاف معدل الضحايا من النساء الأخريات بحسب تقرير صادر عن هيئة الإحصاء الكندية في عام 2011. تأثر هؤلاء النسوة «تأثرًا غير متناسب بشتى أشكال العنف» بالمقارنة مع النساء والفتيات من غير السكان الأصليين. كذلك مثلن نسبة مفرطة إلى حد كبير من الضحايا الإناث في جرائم القتل في كندا، وكن عرضة للاختفاء بشكل أكبر بكثير من النساء الأخريات. وضعت شيلا نورث ويلسون وسم خاص بالمفقودات والمقتولات من السكان الأصليين أثناء عملها في جمعية رؤساء مقاطعة مانيتوبا في عام 2012.
كشف التقرير الصادر عن الجهاز الملكي للشرطة الكندية الذي حمل عنوان «النساء المفقودات والمقتولات من السكان الأصليين: لمحة وطنية ميدانية» في عام 2014 أن أكثر من 1000 امرأة من السكان الأصليين قد قتلن أثناء الفترة الممتدة على مدار ثلاثين عامًا. بادرت الحكومة الفيدرالية إلى تمويل عملية جمع البيانات المتعلقة بالنساء المفقودات والمقتولات حتى عام 2010، وذلك في معرض تجاوبها مع النشطاء. وثقت رابطة نساء السكان الأصليين في كندا 582 حالة منذ عام 1960، ووقعت ما نسبته 39% من هذه الحالات بعد عام 2000. ومع ذلك، تقول مجموعات التأييد أن عدد النساء المفقودات أعلى بكثير، وأن أكبر عدد من هذه الحالات يوجد في مقاطعة كولومبيا البريطانية. شملت القضايا الجديرة بالذكر الـ19 امرأة اللاتي وقعن ضحايا لسلسلة جرائم قتل طريق الدموع السريع، فضلًا عن بعض النساء الـ49 اللواتي قتلن على يد القاتل المتسلسل روبرت بيكتون في منطقة فانكوفر. فتحت الحكومة الكندية بقيادة رئيس الوزراء جاستن ترودو تحقيقًا وطنيًا في ملف نساء وفتيات السكان الأصليين اللواتي اختفين أو تعرضن للقتل في شهر سبتمبر من عام 2016، وجاء ذلك في استجابة منها للدعوات المتكررة التي أطلقتها المجموعات الأمريكية الأصلية والنشطاء والمنظمات غير الحكومية بخصوص هذا الأمر. مثلت النساء من السكان الأصليين نسبة 16% من إجمالي جرائم القتل التي استهدفت النساء في كندا إبان الفترة الممتدة من عام 1980 حتى عام 2012 رغم أنهن لا يشكلن سوى نسبة 4% من مجموع النساء في كندا، وذلك بحسب ما جاء في ملخص المعلومات الأساسية للتحقيق الصادر بتاريخ 22 أبريل عام 2016.